# Зезин, Никита Николаевич
Никита Николаевич Зезин (род. 12 мая 1959 года) — российский учёный-растениевод, член-корреспондент РАН (2022).

## Биография
Родился 12 мая 1959 года.
В 1981 году — с отличием окончил агрономический факультет Свердловского сельскохозяйственного института (сейчас — УрГАУ).
В 2006 году — защитил докторскую диссертацию, тема: «Оптимизация обработки почвы и использования промежуточных культур в эрозионных и плакорных агроландшафтах Среднего Урала».
С 2021 года — занимает должность исполняющего обязанности директора, с сентября 2022 года — директор Уральского федерального аграрного научно-исследовательского центра УрО РАН.
В 2022 году — избран членом-корреспондентом РАН от Отделения сельскохозяйственных наук.

## Научная деятельность
Специалист в области кормопроизводства, селекции и семеноводства сельскохозяйственных культур, разработки адаптивно-ландшафтных систем земледелия.
Ведет ислледования, посвященные вопросам почвозащитного земледелия, сельскохозяйственной биотехнологии и кормопроизводства, селекции и семеноводства, экономике сельскохозяйственного производства, разработал теоретические и практические основы адаптивно-ландшафтных почвозащитных систем земледелия для условий Уральского региона.
Под его руководством в Уральском регионе возобновлены исследования по изучению новых гибридов кукурузы, совершенствованию наиболее важных элементов «зерновой» технологии, с целью получения высокоэнергетических кормов, а также начата селекция озимого тритикале и озимой пшеницы.
С 2003 года в Государственный реестр селекционных достижений РФ включено свыше 50 новых сортов, которые выращиваются в разных регионах России на общей площади 1,8 миллионов гектаров.
Автор более 260 научных статей, книг и монографий по вопросам земледелия, биотехнологии, семеноводства, экономики сельскохозяйственного производства.
С 2008 года — профессор кафедры растениеводства и селекции Уральского государственного аграрного университета.
С 2012 года — член Коллегии Министерства АПК и потребительского рынка Свердловской области, входит в состав Межведомственной рабочей группы по приоритетному национальному проекту «Развитие АПК» при аппарате полномочного представителя президента по УрФО.
С 2019 года является членом Совета Национального союза селекционеров и семеноводов РФ.

## Награды
- Заслуженный работник сельского хозяйства Российской Федерации (20.12.2024)[2];
- Знак отличия Свердловской области «За заслуги перед Свердловской областью» III степени (2021)
- Почётный диплом имени Т. С. Мальцева (УрО РАН, 16 июня 2017) — за цикл работ «Научное обеспечение вопросов кормопроизводства на Урале»